# 최형
최형(崔炯, 1814년 ~ 1866년 3월 9일)는 조선의 천주교 박해 때에 순교한 한국 천주교의 103위 성인 중에 한 사람이다. 세례명은 베드로(Petrus)이다.

## 생애
최형은 1814년에 충청도 공주에서 태어나서 한양의 남문 밖에서 살았다. 그의 아버지는 20세에 천주교 세례를 받았고, 세 명의 아들을 두었다. 최형은 14 때에 부모의 권유로 형제들과 함께 입교하였다. 그의 가족은 모두 독실한 신자로 살았다. 최형은 소년기부터 한문학을 공부하였는데, 집안이 가난해서 농사 일을 하며 가족을 부양하여야 했다. 그의 동생 최방제는 김대건과 최양업과 함께 마카오로 유학하여 사제 수업을 받던 도중 1836년에 병으로 세상을 떠났다.
1836년에 모방 신부가 조선에 입국한 뒤, 최형은 그의 복사가 되었다. 최형은 1839년에 기해박해로 모방 신부가 순교할 때까지 그를 헌신적으로 보필하였다. 1840년에 최형과 그의 아버지는 체포되어 고문을 받았지만, 포졸들에게 뇌물을 주어 석방되었다.
최형은 김대건 부제와 함께 목선을 타고 황해를 건너 상하이에 김 신부의 서품식에 참석한 천주교인들 가운데 한 사람이다. 그들은 김 신부와 페레올 주교 그리고 다블뤼 신부와 함께 같은 목선을 타고 조선으로 돌아왔다.
그들이 조선에 입국한 후, 최형은 김대건 신부를 보필하였다. 최형은 36세에 결혼하였고 한양의 남쪽 근교에서 살면서 종교 서적을 번역하며 묵주를 만들었다. 그는 비천주교인들에게도 매우 독실한 천주교 신자로 알려져 있었기 때문에, 예비 신자와 신입 교우들이 그의 조언을 구하기 위해서 찾아오곤 했다. 최형은 교리 교사가 아니었음에도 불구하고, 베르뇌 주교는 그에게 세례자의 권한을 주었다. 주교는 또한 그를 인쇄소의 책임자로 임명했다. 최형은 4년 동안 그곳에서 열심히 일하며 많은 천주교 서적을 출판하였다.
베르뇌 주교가 체포될 때, 포졸들은 최형도 체포하려 하였다. 그러나 최형은 그의 딸과 사위와 함께 피신하였다. 그는 나중에 체포되어 가혹한 고문을 받았다. 그 와중에도 그는 용감히 그의 신앙을 증언하였다. 그는 극심한 매질로 인해 다리가 부러졌다. 베르뇌 주교가 순교하고 며칠 뒤인 1866년 3월 9일에, 최형은 서소문 바깥의 사형장에서 전장운 요한과 함께 참수되었다. 최형은 다른 순교자들 보다 더 격심한 고문을 받았다고 전해진다. 최형이 순교하던 때의 나이는 53세였다.
그의 형 최수는 1866년에 절두산에서 참수되었으며, 큰 누나는 평생을 처녀로 살았다.

## 시복 · 시성
최형 베드로는 1968년 10월 6일에 로마 성 베드로 대성당에서 교황 바오로 6세가 집전한 24위 시복식을 통해 복자 품에 올랐고, 1984년 5월 6일에 서울특별시 여의도에서 한국 천주교 창립 200주년을 기념하여 방한한 교황 요한 바오로 2세가 집전한 미사 중에 이뤄진 103위 시성식을 통해 성인 품에 올랐다.

## 참고 문헌
- Catholic Bishop's Conference Of Korea. 103 Martryr Saints: 최형 베드로 Petrus Choe Hyong 보관됨 2014-12-28 - 웨이백 머신
- 가톨릭 사전: 최형